# Micropanchax kingii
 Micropanchax kingii és una espècie de peix de la família dels pecílids i de l'ordre dels ciprinodontiformes.

## Morfologia
Els mascles poden assolir els 3,5 cm de longitud total.

## Distribució geogràfica
Es troba a Àfrica: el Camerun, el Txad, Nigèria i Sudan.

## Estat de conservació
L'extracció d'aigua suposa una amenaça per a aquesta espècie.